# Балкерес (Саскачеван)
Балкерес (енгл. Balcarres; изговор /bælˈkɛrəs/) је урбано насеље са статусом вароши у југоисточном делу канадске провинције Саскачеван. Насеље се налази на око 85 км источно од административног центра провинције града Реџајне и важан је саобраћајни чвор (раскрсница друмова 10, 22, 310 и 619).
Западно од насеља налази се варошица Форт Квапел, док је северно насеље Ајтуна.

## Историја
Први досељеници у ово подручје (углавном британског порекла) почели су да се насељавају почетком 80-их година 19. века. Поштанска служба у насељу основана је 1884. и добила је име по локалном поштанском раднику из суседног насеља Индијан Хед. Након што је 1903. северно од насеља прошла железничка пруга Балкерес је добио и службени статус варошице. 

## Демографија
Према резултатима пописа становништва из 2011. у варошици је живело 617 становника у укупно 261 домаћинству, што је за 3,2% више у односу на 598 житеља колико је регистровано 
приликом пописа 2006. године.
| 2006. | 2011. |
| ----- | ----- |
| 598   | 617   |

## Привреда
Целокупна привредна активност у насељу и околини почива на пољопривреди, првенствено на узгоју житарица. Нешто западније од самог насеља дуж железничке пруге подигнут је силос и велики карго терминал намењен складиштењу и извозу житарица. 